# Pikuniku
Pikuniku est un jeu vidéo d’aventure et de réflexion conçu et développé par le studio franco-britannique indépendant Sectordub et distribué par Devolver Digital sorti le 24 janvier 2019 pour la Nintendo Switch, et Windows, macOS et Linux,,. Le joueur contrôle une créature rouge vivant dans une grotte nommée Piku dans un monde en 2D très coloré. Le but de l’aventure est de contrecarrer Mr. Sunshine et son plan d’amasser toutes les ressources de l’île pour d’obscures raisons.

## Synopsis
Le jeu commence quand le héros, Piku, se réveille d’un long sommeil dans une grotte. En s’aventurant dans le village voisin, Piku terrorise sans le vouloir les habitants qui le prennent comme le monstre d'une légende. Ils l’enferment dans une cage pour avoir détruit le pont du village et le libère quand il leur promet de le réparer. Par la suite, Piku doit comprendre quelles sont les intentions de Mr. Sunshine et sa Sunshine Inc.

## Système de jeu
Pikuniku est un jeu vidéo d’aventure et de réflexion où le joueur doit contrôler le personnage de Piku – une petite créature rouge et sans bras – à travers un monde drôle et coloré en 2D en résolvant des énigmes. La plupart des énigmes et puzzles consistent à pousser des objets sur des interrupteurs pour ouvrir des portes et accéder à de nouveaux endroits. Piku peut aussi se servir de ses jambes comme lasso pour s’accrocher et se balancer d’un crochet à un autre ou bien se mettre en boule pour rouler, ce qui permet d’avancer plus vite. Tout au long du jeu, le joueur traverse des villages et interagit avec leurs habitants. Il est possible de trouver ou même d’acheter des items, tels que des chapeaux. Le jeu possède également un mode coopératif avec neuf niveaux et le deuxième joueur contrôlant Niku, une créature orange similaire à Piku. Dans ce mode, les deux joueurs doivent coopérer afin d’atteindre un bateau à la fin de chaque niveau.

## Accueil

### Critique
Le jeu reçoit un accueil positif sur Nintendo Switch, obtenant un score de 78 % basé sur 25 critiques. L'accueil pour la version PC est, quant à lui, plus mitigé, mais reste malgré tout positif lui aussi avec un score de 74 % basé sur 11 critiques.